# Mystère du prieuré
Mystere du Prieure je vrsta francoskega sira, ki ga uvrščamo med mehke sire. 

## Značilnosti
Testo tega sira je slonokoščene oz. bledo rumenkaste barve, gibko, mehko, elastične strukture. Okenc ali drobnih očesc v testu ni zaznati. Okus se opisuje kot bogat, blag, primerno slan, slasten. Sir ima čist vonj. Prodaja se v nizkih hlebčkih valjaste oblike, z ravnimi ploskvami, s težo 340 g. Rdečkasta skorja je kompaktna, gladka in vlažna, brez plesni. Hlebčki sira so pogosto premazani s posebno rdečkasto-rjavo glineno mažo ali pa oviti v plastično embalažo.

## Proizvodnja
Proizvodnja sira je industrijska, iz pasteriziranega kravjega mleka francoskega porekla. Sir vsebuje 26% maščobe ter okoli 1,6% kuhinjske soli. Mystere du Prieure zorijo najmanj dva meseca in pol, lahko pa tudi do osem mesecev, odvisno od različice. Daljše zorjenje prispeva k bogatejšemu okusu in bolj kremasti teksturi sira. Oznaka Nutri-Score D na ovitku pomeni, da ima živilo manj ugodno hranilno sestavo, ki lahko vključuje višjo vsebnost sladkorja, nasičenih maščob ali soli.

## Zgodovina in prodaja
Njegova proizvodnja se je začela v 20. stoletju, ko so lokalni sirarji želeli ustvariti sir z edinstvenim okusom in teksturo. Danes je Mystere du Prieure znan po svoji kakovosti in je cenjen med ljubitelji sira po vsem svetu. Prodaja se pod blagovno znamko Les Croisés.

### Zaščita izdelka
Mystere du Prieure nima zaščitene označbe porekla. Prav tako ni uradno zaščiten kot izdelek z določenim geografskim poreklom, kot so nekateri drugi francoski siri.